# Дяківка (Гайсинський район)
Дякі́вка — село в Україні, у Джулинській сільській громаді Гайсинського району Вінницької області.
До 2020 р. - центр Дяківської сільської ради Бершадського району.

## Історія
7 (20) листопада 1917 року, відповідно до Третього Універсалу Української Центральної Ради, увійшло до складу Української Народної Республіки.
Під час Голодомору 1932—1933 в селі загинуло 300 осіб.
12 червня 2020 року, відповідно розпорядження Кабінету Міністрів України № 707-р «Про визначення адміністративних центрів та затвердження територій територіальних громад Вінницької області», село увійшло до складу Джулинської сільської громади.
19 липня 2020 року, в результаті адміністративно-територіальної реформи і ліквідації Бершадського району, село увійшло до складу Гайсинського району.